# 阿尔贝加蒂宫
阿尔贝加蒂宫（Palazzo Albergati）是一座文艺复兴建筑风格的宫殿，位于意大利博洛尼亚市中心萨拉戈萨街（via Saragozza）26-28号。
这座宫殿的建造最初始于1519年，房主是阿尔贝加蒂家族。宫殿在1540年扩展到马尔珀图索街（via Malpertuso）。到19世纪，宫殿不再属于该家族，现在是独立的公寓。
在佐拉普雷多萨有一座建于17世纪的别墅，也属于同一家族，也称为阿尔贝加蒂宫。建筑师是乔瓦尼·贾科莫·蒙蒂。内部的壁画出自贾科莫·阿尔博雷西、安杰洛·米歇尔·科隆纳、乔瓦尼·安东尼奥·伯里尼、佩西、朱塞佩·瓦利安尼、维托里奥·比加里和奥兰迪之手。